# Schallwandler
Ein Schallwandler ist ein Wandler, der akustische Signale als Schallwechseldrücke in elektrische Signale (elektrische Spannung) umwandelt oder umgekehrt elektrische Spannung in akustische Signale wandelt und somit als Schallquelle dient. Beispiele von Schallwandlern sind das Mikrofon, der Sensor und der Tonabnehmer als Schallempfänger sowie der Lautsprecher.

## Ausführungen
Folgende Prinzipien können bei elektroakustischen Wandlern zum Tragen kommen:
- elektromagnetisch: Anziehung von Eisenteilen durch inhomogene Magnetfelder (alte Telefon-Hörer, einfache Kopfhörer, historische Lautsprecher, Schallplatten-Tonabnehmer)
- elektrodynamisch: Induktion im bewegten Leiter, Kraft auf stromdurchflossenen Leiter in Magnetfeld (dynamisches Mikrofon, Bändchenmikrofon, elektrodynamische Lautsprecher, Schallplatten-Tonabnehmer)
- elektrostatisch: Kraft auf Membran, Spannungs- und Kapazitätsänderung der Membran bei Bewegung (Kondensatormikrofon, elektrostatischer Lautsprecher)
  - Elektret: permanentes elektrisches Feld durch Polarisierung des Materials (Elektret-Mikrofon)
- piezoelektrisch: Längenänderung bei Spannungsänderung und vice versa (Signalgeber, Schallplatten-Abtaster, Körperschallempfänger, Ultraschall-Transducer)

Zur Erzeugung von Ultraschall unter Wasser (Echolot) kamen früher magnetostriktive Wandler zum Einsatz.

## Elektrodynamisches Prinzip
Elektrodynamische Schallwandler, beispielsweise Mikrofone und Lautsprecher, bestehen aus einem feststehenden, permanenten Magnetfeld und einem darin beweglich angeordneten elektrischen Leiter, der in der Praxis entweder zu einer Schwingspule aufgewickelt ist oder aus einer leichten Metallfolie besteht. Der Leiter ist seinerseits mit einer schwingfähigen Membran mechanisch gekoppelt.
Zwischen der vom elektrischen Leiter eines elektrodynamischen Lautsprechers oder Kopfhörers auf die Membran ausgeübte Lorentzkraft F und dem Erregerstrom i besteht folgender linearer Zusammenhang:
{\displaystyle F_{\omega }=B\cdot l\cdot i.}
mit
Fω = auf die Membran ausgeübte Kraft
B = Magnetische Induktion bzw. magnetische Flussdichte
l = Länge des elektrischen Leiters
i = elektrischer Strom im Leiter
Sorgt man konstruktiv dafür, dass der bewegliche Leiter auch bei den größten auszuführenden Bewegungen im homogenen Teil des permanenten Magnetfeldes bleibt, so lassen sich nach diesem Wandlerprinzip infolge der mechanischen Schwingungsgröße besonders verzerrungsarm arbeitende Schallwandler aufbauen.
Die von einem elektrodynamischen Schallaufnehmer ohne Last abgegebene Signalspannung (Quellenspannung) ist der Magnetflussdichte (Induktion), der Leiterlänge und der Geschwindigkeit v des Leiters quer zum Magnetfeld proportional:
{\displaystyle u=B\cdot l\cdot v\,}
mit
u = Signalspannung
B = Induktion
l = Länge des elektrischen Leiters
v = Geschwindigkeit
Die bekanntesten praktischen Ausführungen elektrodynamischer Schallaufnehmer sind das Tauchspulmikrofon und das Bändchenmikrofon.